# Неплюєв Микола Федорович
Микола Федорович Неплюєв (27 липня 1905, місто Київ — ?) — український радянський діяч, лікар. Депутат Дрогобицької обласної ради депутатів трудящих.

## Життєпис
Народився в родині робітника. У семирічному віці втратив батька. З дитячих років працював пастухом, наймитував у заможних рибалок. У 1920-х роках працював на різних роботах у Київському річковому порті.
З 1927 до 1931 року служив у Червоній армії.
Член ВКП(б) з листопада 1929 року. 
З 1931 року працював робітником фабрики «Київ-одяг», був на партійній роботі в районах Київської області.
Потім навчався на робітничому факультеті машинобудівного інституту, звідки поступив до Київського медичного інституту.
У 1940 році закінчив Київський медичний інститут.
У 1940 — червні 1941 року — завідувач міського відділу охорони здоров'я в Чернівецькій області.
З червня 1941 до 1946 року — в Червоній армії, учасник німецько-радянської війни. Служив лікарем та начальником евакуаційних госпіталів № 3358, № 1079, № 1883, № 1814 на Калінінському та Західному фронтах. З грудня 1943 року — начальник евакуаційного госпіталю № 2541 113-го місцевого евакуаційного пункту 2-го Білоруського фронту.
У 1946—1948 роках — заступник завідувача Закарпатського обласного відділу охорони здоров'я.
У 1948—1952 роках — завідувач Кам'янець-Подільського обласного відділу охорони здоров'я.
5 вересня 1952 — травень 1959 року — завідувач Дрогобицького обласного відділу охорони здоров'я.
У 1959—1966 роках — завідувач Станіславського (Івано-Франківського) обласного відділу охорони здоров'я.
Подальша доля невідома.

## Звання
- воєнлікар 2-го рангу
- майор медичної служби

## Нагороди
- орден Вітчизняної війни ІІ ст. (22.06.1945)
- орден Трудового Червоного Прапора (11.02.1961)
- орден Червоної Зірки (15.01.1945)
- медаль «За перемогу над Німеччиною у Великій Вітчизняній війні 1941—1945 рр.» (1945)